# Sanyang Linchang (bondby i Kina, Heilongjiang Sheng, lat 48,17, long 129,53)
Sanyang Linchang (kinesiska: 三杨林场) är en bondby i Kina. Den ligger i provinsen Heilongjiang, i den nordöstra delen av landet, omkring 350 kilometer nordost om provinshuvudstaden Harbin. Antalet invånare är 193. Befolkningen består av 93 kvinnor och 100 män. Barn under 15 år utgör 2,0 %, vuxna 15-64 år 76 %, och äldre över 65 år 21,0 %.
Runt Sanyang Linchang är det ganska glesbefolkat, med 40 invånare per kvadratkilometer. Närmaste större samhälle är Xinqing, 13,5 km norr om Sanyang Linchang. I omgivningarna runt Sanyang Linchang växer i huvudsak blandskog.
Genomsnittlig årsnederbörd är 1 007 millimeter. Den regnigaste månaden är juli, med i genomsnitt 254 mm nederbörd, och den torraste är januari, med 11 mm nederbörd.